# By-pass de Valencia
El by-pass de Valencia, (a veces escrito como baipás de Valencia) es el tramo de la autovía A-7 que hace la función de cinturón que rodea la primera corona del Área metropolitana de Valencia, lo que permite circunvalar la ciudad de Valencia por el oeste. 
Este cinturón es la circunvalación principal de la ciudad de Valencia y su área metropolitana tanto para tráfico de corto como de largo recorrido, al contrario que las circunvalaciones V-30 y CV-30, que hacen función de cinturones para tráfico local y sólo rodean la ciudad de Valencia, formando una primera circunvalación. La segunda circunvalación está formada por este cinturón de A-7 o (bypass).

## Trazado
- Empieza al norte de Valencia entre los términos municipales de Sagunto y Puzol y es una continuación de la autovía A-7/AP-7, justo en el enlace con la V-21 hacia "Valencia (norte)" por la costa y la V-23 que une Puzol con Sagunto y el Puerto de Sagunto.

- A partir de aquí se va alejando de la costa dirección al interior de la comarca de Huerta Norte con las salidas 484 hacia Rafelbuñol, El Puig, Puebla de Farnals y la carretera CV-300, y la salida 486 hacia Masamagrell, Náquera, Moncada, Museros, Masalfasar por la carretera CV-32.

- Entra en término municipal de Bétera y supera el barranco de Carraixet antes de llegar a la salida 494 hacia Bétera, Burjasot, Godella y Rocafort por la carretera CV-310.

- Ya en terrenos de Paterna se encuentra la salida 497, una de las principales conexiones al enlazar con la Autovía del Turia (CV-35), hacia Liria, Ademuz y además el principal acceso noroeste a la ciudad de Valencia y a varias urbanizaciones y puntos de interés como Feria Valencia, el Parque Tecnológico de Paterna y la Ciudad Deportiva del Valencia CF.

- El siguiente enlace es con la autovía V-30 en la salida 501, circunvalación del casco urbano de Valencia con accesos a Paterna, Manises, al Aeropuerto de Valencia, Cuart de Poblet, Mislata, la Ronda Norte de Valencia (CV-30) y como destino final el Puerto de Valencia. Esta autovía sufre continuas retenciones al ser el único acceso por carretera de los camiones al Puerto de Valencia desde el norte, los cuales se suman al tráfico habitual de turismos en la circunvalación del casco urbano de la ciudad, especialmente en la conexión con la Ronda Norte en Cuart de Poblet.

- Supera el río Turia en un tramo del parque natural del Turia y en término municipal de Manises llega a la conexión con la carretera CV-370 en la salida 504 hacia Manises y Ribarroja del Turia.

- En suelo de Ribarroja del Turia pasa por el oeste de las pistas del Aeropuerto de Manises y se encuentra la salida 508 que conecta con la A-3, autovía que conecta Madrid con Valencia. Desde la A-3 dirección a Valencia se dispone de acceso a Manises y al aeropuerto, además de al resto de poblaciones de la Huerta Sur como Aldaya y Alacuás.

- La A-7 sigue dirección Alicante, Albacete y Murcia. Pasa bajo la línea Madrid-Levante del AVE y ya en término municipal de Torrente se encuentra la salida 512 hacia la CV-36 que comunica Torrente con Picaña y el sudoeste de Valencia, y también con las urbanizaciones de Calicanto (Torrente) por la CV-411.

- Al superar el barranco del Poyo llega a la salida 517 en las proximidades del Vedado de Torrente hacia la carretera CV-405, que comunica Torrente con Montserrat, Montroy y Real.

- El área de servicio de Torrente-Picasent se encuentra entre ambas localidades, y a continuación la salida 524 da servicio a Picasent, Alcácer y Silla, ya en la comarca de Huerta Sur.

- El by-pass de Valencia finaliza junto al acceso sur de Valencia (V-31) y prosigue hacia el sur por la A-7 hacia Albacete y Alicante, por el interior de las provincias de Valencia y Alicante, o por la AP-7 hacia Alicante y Gandía, por la costa por autopista o por la N-332 y su desdoble A-38.

En sentido Castellón y en sentido Alicante desde esta circunvalación hay dos itinerarios: 
- El tiempo desde Sagunto, desde el enlace  A-7  /  AP-7  hasta Castellón aproximadamente por A-7 es 40 minutos y por AP-7 es 35 minutos.
- El tiempo desde Silla, desde el enlace  A-7  /  AP-7  hasta Alicante aproximadamente por A-7 es 1:40 minutos y por AP-7 es 1:35 minutos.

## Carriles
Dispone de tres carriles por cada dirección en su totalidad desde el enlace con la AP-7, la V-21 y la V-23 hasta el final de su recorrido, donde contiene cuatro carriles, dos para ir por la AP-7 y la N-332, que es a Alicante por la costa, y dos para continuar por la A-7, que es a Alicante por el interior, Albacete y Murcia

## Recorrido
| Velocidad | Esquema | Carriles | Salida †          | Sentido Sagunto (descendente)       | Sentido Silla (ascendente)                           | Carriles | Carretera                     | Notas |
| --------- | ------- | -------- | ----------------- | ----------------------------------- | ---------------------------------------------------- | -------- | ----------------------------- | ----- |
|           |         |          | 354 (527)         |                                     | Alicante AP-7 Gandia A-38 Alicante A-7 Albacete A-35 |          | AP-7 E-15 N-332 A-38 A-7 A-35 |       |
|           |         |          | 351 (524)         | Picasent Alcácer Silla              | Picasent Alcácer Silla                               |          | CV-415                        |       |
|           |         |          | 344 (517)         | Torrente Montserrat Montroy         | Torrente Montserrat Montroy                          |          | CV-405                        |       |
|           |         |          | 341-339 (514-512) | Torrente Valencia Calicanto         | Torrente Valencia Calicanto                          |          | CV-36 CV-411                  |       |
|           |         |          | 336-335 (509-508) | Valencia Madrid                     | Valencia Madrid                                      |          | A-3 E-901                     |       |
|           |         |          | 331 (504)         | Manises Ribarroja del Turia         | Manises Ribarroja del Turia                          |          | CV-37                         |       |
|           |         |          | 328 (501)         | Valencia sur-oeste Puerto           | Valencia sur-oeste Puerto                            |          | V-30                          |       |
|           |         |          | 324 (497)         | Valencia Liria Ademuz               | Valencia Liria Ademuz                                |          | CV-35                         |       |
|           |         |          | 321 (494)         | Bétera Burjasot                     | Bétera Burjasot                                      |          | CV-310                        |       |
|           |         |          | 315 (488)         | Masamagrell Museros Náquera Moncada | Masamagrell Museros Náquera Moncada                  |          | CV-32 CV-305 CV-315           |       |
|           |         |          | 311 (484)         | El Puig Rafelbuñol Puzol            | El Puig Rafelbuñol Puebla de Farnals                 |          | CV-300                        |       |
|           |         |          | 307 (480)         | Sagunto Castellón Teruel            |                                                      |          | AP-7 A-7 E-15 V-23            |       |

Notas:
† El kilometraje de este tramo de la autovía A-7 se consideraba como autopista AP-7 libre y no como desdoblamiento de la N-340. En 2013 fue asignado un nuevo kilometraje como parte de la A-7 (N-340 desdoblada, pero con el sentido cambiado, es decir, partiendo de Barcelona hacia Cádiz) dejando inconexa la AP-7 desde Sagunto hasta Silla.
Esta circunvalación se inauguró en dos fases: (Primera fase). 26 de junio de 1990. Desde Puzol (al norte de Valencia) hasta el enlace de la A-3 en Ribarroja del Turia, para el tráfico procedente de  Barcelona y Madrid. También se inauguró al momento el tramo de la V-30 desde la salida 326 de la (A-7) en Paterna (enlace de la A-7 o by-pass con la V-30) hasta la salida 11 en Quart de Poblet, para el tráfico procedente de Barcelona y Alicante (por la V-30 y V-31) primera autovía de circunvalación para el tráfico pesado, de largo recorrido y metropolitano.  En mayo de 1992 se inauguró la (segunda fase). El tramo que discurre desde la A-3 en Ribarroja del Turia hasta Silla (al sur de Valencia), para el tráfico procedente de Madrid, Alicante y Barcelona segunda autovía de circunvalación para el tráfico pesado, de largo recorrido y metropolitano. Con estos trazados de circunvalación: V-31, V-30 y A-7 (by-pass), todo el tráfico pesado y largo recorrido evita de atravesar la ciudad de Valencia y acabó con el semáforo de Europa.
Los itinerarios de las circunvalaciones para rodear Valencia son:
- De Barcelona a Madrid por A-7 (by-pass).

- De Alicante a Madrid por A-7 (by-pass).

- De Barcelona a Alicante por A-7 (by-pass) Segundo cinturón de circunvalación o por A-7 hasta la salida 326, para enlazar con la V-30 y V-31 (Pista de Silla) Primer cinturón de circunvalación.

El tramo norte de este cinturón, tramo (Puzol hasta la salida de la V-30 en Paterna), es compartido por los dos itinerarios de circunvalación desde Barcelona a Alicante.